# Villeneuve-Saint-Germain
 Villeneuve-Saint-Germain  es una población y comuna francesa, en la región de Picardía, departamento de Aisne, en el distrito de Soissons y cantón de Soissons-Nord.

## Demografía
| 354 | 378 | 349 | 309 | 348 | 345 | 395 | 366 | 406 | 482 | 509 | 556 | 599 | 645 | 616 | 688 | 764 | 912 | 1 126 | 1 132 | 855 | 1 347 | 1 386 | 1 415 | 1 323 | 1 581 | 1 850 | 2 783 | 2 919 | 2 833 | 2 580 | 2 312 | 2 413 |
| Para los censos de 1962 a 1999 la población legal corresponde a la población sin duplicidades (Fuente: INSEE [Consultar]) |     |     |     |     |     |     |     |     |     |     |     |     |     |     |     |     |     |       |       |     |       |       |       |       |       |       |       |       |       |       |       |       |